# 창동 전투
창동 전투는 한국 전쟁 발발 초기에 북한군의 기습적인 전면 남침으로 38도 분계선에 연한 전 전선이 무너지자, 육군 본부가 38도선으로부터 45km에 불과한 수도 서울에 대한 위협에 직면하게 되었고 이에 이응준(李應俊) 소장이 이끄는 국군 제5사단과 유재흥(劉載興) 준장(당시)이 이끄는 제7사단이 당시 서울특별시 시계(市界)지역이었던 미아리, 창동 지역에서 치른 전투이다.
북한군의 남침을 잠시 저지했으나 결국 북한군의 전차 앞에 후퇴하게 되었다.

## 전투 과정
서울 점령에 혈안이 된 북한군은 6월 25일에 의정부 - 문산선을 함락시키자 이날 오전 4시부터 남침을 재개하여 퇴계원 - 창동 - 봉일천등 3개 방향으로 그 주공을 지향하였다.
즉, 의정부 회랑을 통하여 서울로 진출한 것으로 보이는 북한군 제4사단은 이날 불효를 기하여 침습을 재개하였으나, 그들 선두 부대가 국군 제25연대에 의하여 격퇴되어 일시 공격을 중지하고 재편성하였던 것으로 보였는데 그로부터 수 시간이 지난 오전 10시에는 창동선 일대에 포탄을 집중시키면서 오전 11시에는 그 선두 전차로써 진전으로 육박하였다.
이무렵 창동선의 제1선 전투부대 뒤에는 독전대, 그리고 제3선에는 헌병을 배치하여 병력철수의 통제와 낙오병의 수용임무를 부여하여 진용을 가다듬고 있었으나, 이곳 장병이 갈망하는 탄약과 급식문제가 해결되지 않음은 물론, 미 공군기의 폭음도 들리지 않았다. 이러한 실망 속에 북한군 포탄의 집중은 치열하고, 각 부대와의 연락 유지마저도 이루어지지 않았다.
이때 김계원 중령이 지휘하는 6문의 105mm 곡사포는 일제히 포문을 열어 북한군의 대열을 분산시키고 진출을 둔화시키는데 혼신의 힘을 다하였으나, 1시간 뒤에는 포탄이 소진되고 수적으로 우세한 적에게 역불급하여 오전 11시에는 포차와 더불어 미아리 고개로 철수하였다.
전황을 주시하고 있던 사령관은 지세적으로 불리한 창동선의 유지가 어려울 것으로 내다보고, 각 부대를 철수시켜 미아리 고개에서 극력 저지할 것을 결심하였다. 그리하여 각 부대를 담당한 연락장교로 하여금 '미아리로 철수하라.'는 명령을 전달케 한 다음 오전 11시에 사령부를 149고지(창동 남쪽 2 km) 남단으로 이동하였는데, 상황의 급변으로 명령을 받은 연락장교들은 이를 관계부대에 전달하지 못한 채 직접 사령관의 뒤를 따르게 되고, 독전대와 낙오자통제선에 배치되었던 헌병들도 흩어지고 말았다.
사령관은 사태의 급변에 따라 정오에는 지휘소를 미아리 고개로 옮기고, 수행한 장교들로서는 철수병력을 수용케하는 한편, 동 고개의 좌우측에 저지진지를 편성할 계획으로 지형정찰 중 103고지에서 이응준 소장을 만나게 되었다.
여기에서 양 지휘관은 3번 도로의 우측은 유재흥 준장이, 그 좌측은 이응준 소장이 각각 분담 지휘하기로 합의를 봄으로써 각 부대의 정면으로 철수한 병력을 수용하여 이곳을 방수하게 되었다.
제5연대의 상황 : 이날 아침 물러간 것으로 보았던 전차는 40여대로 증강되어 다시 창동선에 나타나 도로의 좌우측에 맹사를 가하면서 제16연대와의 간격을 뚫고 3도로를 따라 투입하기 시작하였다. 연대장 최창언 중령은 점차 육박하는 전차를 목도하고만 있을 수 없어서 이를 향하여 권총사격을 가하면서 '사격개시!'를 외쳤다.
순식간에 700여 개의 총구에서 철환을 날렸으나 전차를 멈추게 할 수는 없었다. 적은 아군에게 전차에 대적할 화기가 없음을 잘 알았던 탓인지 도로 좌우측에서 소화기 사격을 가하는 아 저지부대에 개의치 않은 듯 맹사를 가할 뿐 부대 전면을 통과하였다. 그리고 이보다 30여 분 뒤에는 10여 대의 사이드카와 기마대가 선도하는 보병의 대열이 진전으로 다가오기 시작하였다.
연대장은 또 한차례 권총을 발사하면서 사격명령을 내렸으나, 이때에는 이미 사격할 실탄이 없었던 터이라 연대의 방어진용은 적의 근접에 따라 무너지기 시작하고 이러한 상황은 연쇄적으로 파급되기에 이르렀다.
이때가 오후 1시였는데 대대장 차갑준 소령은 이에 대한 책임을 통감하고 권총을 이마에 대고 자결하려고 하였으나, 연대장이 이를 제지하였으며, 흩어진 병력을 불암산 계곡에서 수습하여 태릉의 육군사관학교를 목표로 철수하였다.
제16연대의 상황 : 북한군의 전차 40대는 제3대대의 꼬리를 물고 오전 11시에 진전에 이르렀을 때, 김계원 중령이 지휘하는 105mm 곡사포의 포격으로 말미암아 그 대열에 균열이 생겼는데, 이때까지 모두 전차로만 보였던 대열 속에는 전차로 위장한 차량과 그에 탑승한 것으로 보이는 병원들이 아군의 포사격에 의하여 공중으로 비산하는 수라장을 이루었다.
북한군은 다시 물러서려는 기미를 보였으나 아군의 포격이 점차로 약해지는 것을 간파하였음인지 파괴된 차량들을 몰아제치고 창동으로 전진하기 시작하면서 포격을 가하였던 까닭에 연대는 분산하여 남쪽으로 철수하였고, 그 일부 병력은 유의준 중령의 지휘하에 3번 도로를 횡단하여 태릉지역으로 철수하였다.
제3연대의 상황 : 154고지에 진지를 편성한 제9중대장 이원규 대위는 오전 11시에 동 고지의 서단에서 민간인 복장을 한 수상한 자들을 적발하고 그들의 소지품을 조사하려 하자, 북한군은 사격을 가하며 도주하려 하기 때문에 곧 응사하여 그중 5명을 살상하고 신원을 확인한 바 북한군의 정찰대원임이 밝혀졌다.
그로부터 1시간이 지나 우인접의 제 16연대 지역의 쌍문현에서 총성이 메아리 치더니 잠시 뒤부터는 총성이 남쪽으로 이동하는 것을 알 수 있었다. 여기에서 밝혀둘 각 부대의 공통적인 문제점의 하나는, 장교에서 병에 이르기까지 원대의 편성요원이 아닌 집단이었기 때문에 얼굴도 생소한데다 서로가 이름도 모르는 실정이었기 때문에, 어느 병사가 전장을 이탈한다 하여도 확인할 길이 없었고 이를 제지하기도 어려운 지휘체제이었다. 이러한 관계로 제 16연대가 철수하는 것을 본 병사들은 하나, 둘 이탈하기 시작하였다. 상하와 좌우관계가 생소한 급편부대의 약점을 그대로 노정하고 말았던 것이다.
제25연대의 상황 : 연대에서도 오전 11시에 북한군의 정찰대로 보이는 한 무리를 발견하고, 연대장은 이들에게 집중사격을 가하게 하였으나 이때 각개 병사들은 탄약이 이미 소진되거나 남은 것이 수발에 지나지 않은 까닭으로 효과적인 사격을 하지 못하였는데, 북한군이 곧 자취를 감추었기 때문에 이렇다 할 성과나 손실없이 끝났다.
그런데 인접한 제 3연대의 철수를 보게 된 연대는 그대로 분산하여 일부는 미아리로, 나머지는 구파발쪽으로 철수하고 말았으니 탄약의 보급이 뒤따르지 않는 전황의 급전직하의 진상을 능히 헤아릴 수 있을 것이다.
제1연대의 상황 : 연대장 함준호 대령은 한태원 중령이 이끄는 제1대대를 71고지에 전개시켜 각개 병사의 산병호에 이르기까지 점검확인하면서 김황목 소령이 이끄는 제3대대(대대장 소령 김황목)가 내도하기를 기다리고 있었다.
이무렵 오봉산에 배치되었던 제3대대장 김황목 소령은 포성과 총성이 후방지역에서 들려왔고 연대본부와는 연락이 되지 않았던 까닭에 도봉산 줄기를 따라 남하중이었던 때인지라, 김무정 대위는 이를 찾지 못하고 오전 11시에 연대본부로 돌아왔다.
이때 창동지역에는 북한군의 포탄이 우주하기 시작하였고 제3대대의 철수가 시급하였던 까닭에 연대장은 그의 부대지휘를 부연대장 이희권 중령에게 위임한 다음 작전주임 송성삼 대위 , 통신장교 김무정 대위 그리고 호위헌병 1명을 대동하고 그의 지휘차로 우이동쪽으로 향하여 달렸다.
이들이 서울 수유리 부근에 이르렀을 때 불의의 총성과 함께 철환이 차에 집중하기 시작하여 연대장은 운전병에게 차를 세우도록 명령하였으나 그 순간 운전병이 부상하여 차는 민가를 들이받고 급정거하였다.
이러한 일들이 순간적으로 발생한 일이었기 때문에 정신을 가다듬을 겨를도 없이 차가 급정거하는 충동으로 송성삼 대위는 언덕진 개울로 떨어지고, 김무정 대위와 운전병은 민가로 뛰어들어 구사일생으로 생명을 부지하였으나, 호위헌병과 함준호 연대장은 북한군 정찰대의 총탄에 맞아 그 자리에서 전사하였다.

## 결과 및 영향
국군은 광파와 같이 밀어 닥치는 북한군을 저지하기 위하여 창동 - 미아리 등지에 저지선을 펴고 여기에서 남침을 극력 저지하려 하였으나, 북한군의 전차 앞에는 속수무책이 되어 개전 4일 만인 6월 28일에 수도 서울을 그들에게 넘기고 한강 선에서 다시 대진케 되었다.